# Одна секунда (фільм)
«Одна секунда» (кит.: Yi miao zhong) — китайський історичний фільм-драма 2019 року, поставлений режисером Чжаном Їмоу. Світова прем'єра відбулася 15 лютого 2019 року на 69-му Берлінському міжнародному кінофестивалі, де фільм брав участь в основній конкурсній програмі .

## Сюжет
Китай під час Культурної революції. В'язень втік з трудового табору, щоб подивитися конкретний епізод кінохроніки, тривалістю в одну секунду. Але дівчина-сирота викрала саме цей рулон кіноплівки. Між тим, мешканці села з нетерпінням чекають початку сеансу.

## У ролях
| • Чжан Ї   | … | утікач   |
| • Фань Вей | … | пан Кіно |

## Знімальна група
- Автори сценарію — Чжан Їмоу, Цзоу Цзинчжи
- Режисер-постановник — Чжан Їмоу
- Продюсери — Донг Пінг, Білл Конг, Панг Лівей, Стівен Сян
- Оператор — Чжао Сяодін
- Монтаж — Ду Юань
- Художник-постановник — Лін Чаосян
- Звук — Тао Цзин

## Нагороди та номінації
| Список нагород та номінацій                | Список нагород та номінацій | Список нагород та номінацій        | Список нагород та номінацій | Список нагород та номінацій | Список нагород та номінацій |
| Кінофестиваль/Кінопремія                   | Рік                         | Категорія                          | Номінант(и)                 | Результат                   | Дж                          |
| ------------------------------------------ | --------------------------- | ---------------------------------- | --------------------------- | --------------------------- | --------------------------- |
| 69-й Берлінський міжнародний кінофестиваль | лютий 2019                  | Золотий ведмідь за найкращий фільм | Одна секунда                | Номінація                   | [ 1 ]                       |
| Азійська кінопремія                        | 2021                        | Найкращий режисер                  | Чжан Їмоу за Одна секунда   | Перемога                    | [ 3 ]                       |